# Clemente Canepari
Clemente Canepari (11 de novembro de 1886, Pieve Porto Morone - 13 de setembro de 1966, San Colombano al Lambro) é um ciclista profissional italiano, fundista e velocista.
Participou de 11 edições do Giro d'Italia, sendo que em cinco desta competições foi classificado entre os 10 primeiros colocados. Foi o vencedor de uma das etapas em 1913.